# Springtime (film, 2004)
Pour les articles homonymes, voir Springtime.
Pour plus de détails, voir Fiche technique et Distribution.
Springtime (꽃피는 봄이 오면, Ggotpineun bomi omyeon) est un film sud-coréen du réalisateur Ryoo Jang-ha, sorti en 2004.

## Synopsis
Un musicien quitte Séoul pour aller enseigner la musique dans le collège d'une petite ville minière de province. Sa classe remportera le concours de fanfare.

## Fiche technique
- Titre : Springtime
- Titre original : 꽃피는 봄이 오면 (Ggotpineun bomi omyeon)
- Autre titre : When Spring Comes
- Réalisation : Ryoo Jang-ha
- Scénario : Ryoo Jang-ha
- Musique : Jo Seong-woo
- Pays d'origine : Corée du Sud
- Langue : coréen
- Format : Couleurs - 35 mm- Panoramique(1.85)
- Genre : Drame
- Durée : 128 minutes
- Date de sortie : 23 septembre 2004 Corée du Sud

## Distribution
- Choi Min-sik : Hyeon-Woo
- Jang Sin-yeong
- Kim Ho-jung
- Youn Yuh-jung
- Kim Kang-woo
- Jang Hyeon-seong
- Choi Il-hwa
- Lee Jae-eung